# ريتشارد إل. تومسون
ريتشارد إل. تومسون (بالإنجليزية: Richard L. Thompson)‏ هو كاتب وباحث أمريكي، ولد في 4 فبراير 1947 في بينغامتون في الولايات المتحدة، وتوفي في 18 سبتمبر 2008 في غينزفيل في الولايات المتحدة بسبب اعتلال عضلة القلب.

## وصلات خارجية
- ريتشارد إل. تومسون على موقع إن إن دي بي (الإنجليزية)